# Emilie Jahnová
Emilie Jahnová (31. března 1892 Plzeň – 20. ledna 1992) byla česká pedagožka a spisovatelka.

## Životopis
Rodiče Emilie byli Zdeněk Jahn (1849–1906), středoškolský profesor, chemik a Emilie Jahnová-Svátková (1855/1856–1910), svatbu měli 15. ledna 1878. Měla tři sourozence: PhDr. Jiljího Jahna (19. 6.1883), MUDr. Jaromíra Jahna (31. 12. 1887) a Zdeňku Jahnovou.

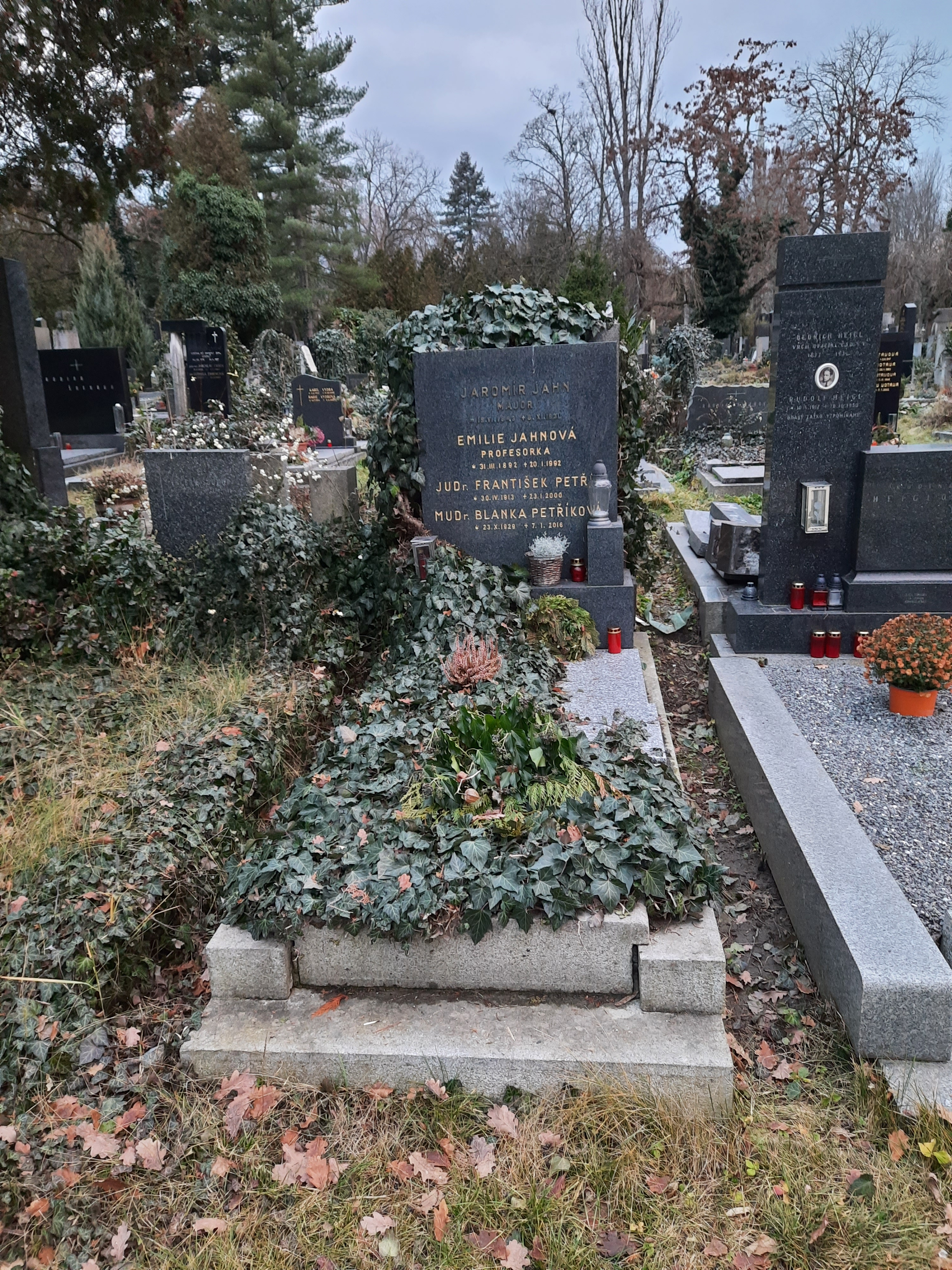
Hrobka rodiny Jahnovy na Vinohradském hřbitově

Emilie Jahnová se po úmrtí své matky 7. února 1910 v Plzni, vzdala svého dědického podílu ve prospěch rodiny. Po studiích se stala profesorkou reálného gymnázia a odborných škol českých ve Vídni. Kromě pedagogické činnosti se věnovala problematice lidovýchovné, menšinové a literární, ráda cestovala. Přispívala do českých novin a časopisů ve Vídni. Tam bydlela na adrese Fluchtgasse 8/11.
Zemřela 20. ledna 1992 ve věku 99 let. Pohřbena byla na Vinohradském hřbitově.

## Dílo

### Próza
- Do Orientu – Vídeň: Melantrich, 1932
- Na daleký západ – Vídeň: Vídeňský deník, 1934
- Pouto lásky kus osobní zpovědi – Vídeň: Lidová knihovna vídeňská, 1938
- Naše zahrádka – Vídeň: Lidová knihovna vídeňská, 1940
- Z blízka i z dáli – Vídeň: Lidová knihovna vídeňská, 1940